# Рокфор
Рокфо́р (фр. Roquefort) — сорт французского сыра, относящийся к голубым сырам. Назван в честь одноимённого посёлка в Руэрге.
Согласно правилам защиты географического наименования ЕС сыр «Рокфор» изготавливается только из овечьего молока и может созреть только в пещерах к югу от Центрального Массива на территории исторической провинции Руэрг. В этом районе, где широко распространено овцеводство, родилась технология созревания овечьего сыра в известковых гротах, благодаря которой внутри сыра образуется благородная плесень вида Penicillium roqueforti, придающая ему характерный вкус и аромат.

## История
Существует легенда о том, как появился рецепт рокфора. Молодой пастух пас овец на вершине горы Комбалу, недалеко от деревни Рокфор. В одной из влажных пещер, заросших зеленью, он остановился перекусить. Его завтрак состоял из куска чёрного хлеба с овечьим сыром. Мимо проходила прелестная девушка. Пастух, увлёкшись, оставил свой завтрак и побежал за ней. Примерно через месяц он вернулся в ту самую пещеру и увидел, что кусок сыра сильно изменился. От чёрного хлеба к сыру протянулись нити голубоватой плесени. Молодой пастух был удивлён, но он был голоден, и осторожно отрезав маленький кусочек, решил попробовать плесневелый сыр на вкус, и тот привёл его в восхищение.
Своим рескриптом от 4 июня 1411 года король Карл VI подтвердил исключительное право жителей Рокфора на производство сыра с плесенью. Короткий период до 1925 года в производстве сыра ограниченно использовалось и коровье молоко. Теперь по стандарту должно использоваться молоко овец породы Лакон. Как и у других сыров с голубой плесенью, предопределяющим вид продукта ингредиентом является благородная плесень Penicillium roqueforti.

## Изготовление
Технология изготовления рокфора на первых стадиях традиционна для всех сыров: скисание молока, отделение сырной массы, резание сырной массы, раскладка её по формам, соление. Главную особенность рокфора составляет его созревание, которое должно проходить в известняковом гроте на дубовых стеллажах при хорошей вентиляции.
До сих пор рокфор созревает в гротах Руэрга. Для того, чтобы получился настоящий «Рокфор», творожную массу после стекания сыворотки засевают спорами гриба Penicillium roqueforti.

## Особенности

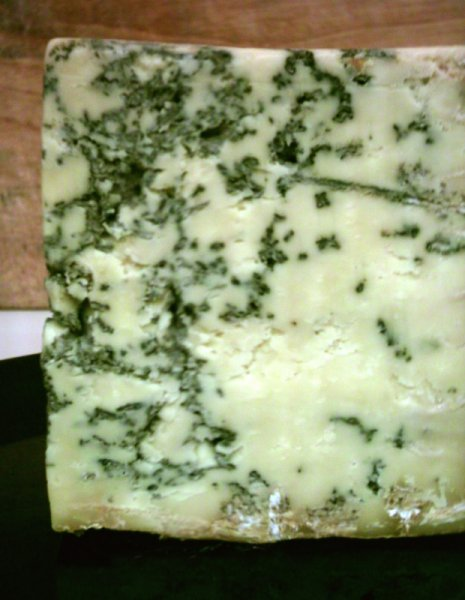
Рокфор

Сверху рокфор покрыт белой, всегда немного влажной и блестящей корочкой. Внутри — маслянистая мякоть с голубой плесенью, которая образует небольшие полости. Сыр, сделанный вручную, можно отличить по неравномерному распределению плесени внутри. Рокфор отличается ярко выраженным вкусом, напоминающим вкус лесных орехов. Аромат, исходящий от рокфора, представляет собой сложный букет, основу которого составляют запахи овечьего молока и известнякового грота.
Так как в нежной мякоти рокфора находятся синие головки плесени, которые легко разрушаются ножом, то для резки рокфора и других голубых сыров применяют специальное приспособление — «рокфорезку» (фр.  roquefortaise). Это устройство представляет собой особый станок, в котором роль лезвия играет натянутая проволока. Такое устройство позволяет не нарушать структуру нежной плесени внутри сыра, которую легко смять обычным, даже хорошо наточенным, ножом.

## В культуре
В русском дубляже мультсериала «Чип и Дейл спешат на помощь» имя персонажа Monterey Jack, названного в честь сорта сыра, заменили на Рокфор, так как этот сыр более известен российским зрителям. Сыр под названием «Рокфор» был единственным сыром с голубой плесенью, доступным в продуктовых магазинах Советского Союза. Он изготавливался как из овечьего, так и из коровьего молока.